# Ђуро Маричић
Ђуро Маричић (Хашани, 13. новембар 1934 — Жажина, 31. март 2018) био је књижевник, инжењер, друштвени и спортски радник, хуманиста, научни истраживач и теоретичар књижевности.

## Биографија
Рођен је у крајишком селу Хашани, код Босанске Крупе, 13. новембра 1934. године, од оца Петра и мајке Данице (рођене Бањанин). Четири разреда основне школе завршио је у родним Хашанима, Нижу трогодишњу реалну гимназију у Босанској Крупи, а Вишу реалну гимназију у Загребу.
Ослобођен је полагања обје матуре. У Загребу је, 1962. године, дипломирао на Електротехничком факултету слабу струју, а потом студирао и на факултету економских наука, први ступањ, ВШ. Завршио је Школу страних језика њемачки језик. Говори енглески, руски и њемачки.
У осамнаестој години, за вријеме школских празника, три мјесеца је студирао Ајнштајнову Теорију релативитета, а годину дана касније Фројдов Увод у психоанализу.
Радио је као врло успјешан пројектант мјерно-регулационих уређаја у Загребу у фирми АТМ. Најважнији му је пројект на С & М пећи у Жељезари у Смедереву, завршен 1966. године. Исте године прешао је да ради у ИНА Рафинерију нафте у Сиску, гдје је завршио врло успјешну радну каријеру као главни технолог мјерно регулационих уређаја. Отишао је присилно у пензију 1. октобра 1992. године.
Последњих двадесетак година живота, живео је недалеко од Сиска у селу Жажина и бавио се књижевним радом. Објавио је 45 књига. Поред поезије за дјецу и одрасле, писао је и критику књижевности за дјецу и одрасле, приче, романе, афоризме и путописе, научноистраживачке радове из шаха и књижевности, као и теоретске радове с подручја књижевности. Сарађивао је у преко 60 листова, часописа, радио и ТВ станица на простору бивше Југославије. Часописи за дјецу су му објавили више од 260 пјесама и знатан број прича. Објављивао је и у електонским часописима Носорог (Бања Лука), Диоген про култура магазин (Сарајево), Балкан-Сехара, Књижевна Сехара (Париз), Суштина поетике(Србија), Заветина (Београд).
Иницирао је познату књижевну манифестацију Ћопићеве стазе дјетињства. Био је сарадник Лексикона писаца Југославије, који издаје Матица српска у Новом Саду. Добровољно је давао крв више од 50 пута и био учесник на више добровољних радних акција.
Као осмогодишњи дјечак, провео је почетком 1943. године у фашистичком логору у Цазинској крајини.
Спорт и шах били су Маричићеви хобији. Био је предсједник Предсједништва Шаховског савеза Хрватске у периоду 1982–1984. године. Судио је низ шаховских такмичења на домаћем и међународном нивоу. Био је међународни шаховски судија, судио је Омладинску шаховску балканијаду, у Предеалу, Румунија, 1987. године, и на пет шаховских олимпијада, Малта 1980; Солун, Грчка, 1984; Дубаи, Уједињени Арапски Емирати, 1986. године; Солун, Грчка, 1988. године и Нови Сад, Србија 1990. године.
Маричић се низ година највише бавио стваралаштвом за дјецу. Писао је и критичке осврте, афоризме, путописе, приче за дјецу и одрасле, као и поезију за одрасле. Максимум је дао у поезији за дјецу, у којој има око стотину антологијских пјесама, далеко више од било којег хрватског пјесника. Са Змај Јовом Јовановићем и Григором Витезом чини врх поезије за дјецу на простору бивше Југославије. Природа је његов непресушни извор инспирације. У поезију је унио обрт, тако да његове пјесме завршавају неочекивано и врло ефектно. Фасцинирају његови сјајни кратки описи природе у стиху и у прози, са изузетном метафориком. Ненадмашне су његове кратке Приче о животињама, јединствене не само у хрватској, него и у свјетској књижевности. Његова везаност и разумијевање, блискост с природом, представљају својеврсни феномен.
И међу његовим пјесмама за одрасле има по десетак антологијских, како међу љубавним, тако и међу ангажираним и пјесмама с тематиком из природе.
У својој 77. години прихватио се рада на роману. И ту се показао као својеврсни феномен. Већ његов први роман Генијални пас СИТИ наишао је на одличан пријем критике. Следила је Крајишла трилогија, на око 1.500 страница. У њој прва три романа, који се могу сматрати једном књигом у три дијела, о дјечаку Драгану Савићу, представљају трилогију намијењену дјеци. Тако је у трилогији он остварио трилогију.
Посебна су прича Маричићеви путописи по Југославији и свијету. Они су толико одушевили његовог земљака у Канади, књижевника Симу Јелачу да их је одмах превео на енглески језик. Треба напоменути да је Маричићев књижевни опус, 45 књига, веома уједначеног квалитета, умјетнички на високом нивоу.
Занимљиво је да Маричић до самог краја живота стварао квалитетна дјела. Стил му је био једноставан, прозрачан, течан, лако читљив. Језик сочан, богат, набујао.
Основао је Актив писаца у Сиску и био његов дугогодишњи тајник, покретач свих његових активности, сурадње с писцима из Ријеке и Бање Луке. Покренуо је и уређивао Тренутак поезије у Рафинеријском листу.

## Радна биографија
Као средњошколац радио је два мјесеца на Сљемену, у војној болници, да би попунио кућни буџет. Касније и два мјесеца у предузећу Јелен. За вријеме студија одрадио је 9 мјесеци и 16 дана као чувар у ријечком предузећу Металпромет, филијала Загреб. Краће вријеме, прије одласка у ЈНА, ради на изучавању прелазних појава код отпорних термометара, а по повратку постаје, након три године, најбољи пројектант Мјерно-регулационих уређаја у АТМ-у у Загребу. Његова инжењерска каријера наставља се у ИНА-Рафинерији нафте у Сиску, са сјајним резултатима, у Одјелу за инструментацију. Након пет година, када темељхо упозна рад постројења, умјесто импровизација, уводи Планове ремоната, Инвестиционог и Текућег одржавања, образовања, Основних средстава.
Редовно, сваке године похађа семинаре и стручне научне скупове ЈУРЕМА и Електронска обрада података. Понекад овом задњем и предсједава.
Године 1968, код америчке фирме Perkim & Elmer, у Uberlingenu у Њемачкој, похађа курс за одржавање Лабораторијских анализатора. 1972. године, код фирме Bopp & Reuter, у Meinheimu, у Њемачкој преузима волуметре, за мјерење при утовару возила и жељезничких цистерни. Израдио је идејни пројекaт зграде Одељења за инструментацију.
Године 1977, у мају мјесецу, води у Енглеску групу пословних људи из Рафинерије на упознавање електронског уређаја ТДЦ 2000, америчке фирме Honeywell, за вођење процеса на комбинованом постројењу КП 6, из командне сале. Исте године у јулу, води групу стручњака на образовање о том уређају и уживо им преводи петонедељна предавања. У децембру исте године иде у Енглеску да преузме тај модификовани уређај, којим, Американци лансирају ракете у орбиту.
Маричић је иноватор. Конструисао је прилагођено грло за сијалице на водоказним стаклима, тако да се могу користити домаће, а не увозне сијалице. Реконструисао је кућиште ронаца енглеске фирма Masoneilan, конструисао је ваздушни мотор за закретање крилаца на ваздушним хладњацима.
Отишао је у пензију у ратно вријеме, 1. октобра 1992. године, наком што га је нова политичка гарнитура смијенила с положаја шефа Технолошке припреме Одјела за инструментацију, у којој је радило 17 инжењера и техничара.

## Друштвена активност
У загребачкој општини Дубрава, 1957. године, у својој 23. години Ђуро Маричић је иницирао да се неискоришћени Дом културе отвори за омладину. Након тога основане су многе секције и спортски клубови. Он се активирао у рукометном клубу који тада није имао седам играча па је и он морао играти. За годину дана клуб је постао један од два најбоља у Загребу и учланио 42 играча.
Слично се догодило у Сиску. Иницирао је да се мртви Рафинеријски дом отвори за активност младих радника. Уследило је оснивање шаховског клуба и других спортских и културних секција. У Загребу се на њега рачунало као на значајног будућег друштвеног радника. Такав се показао и у Рафинерији у Сиску. Убрзо је постао предсједник синдикалног одјељења Одјела за инструментацију, Електро одјела и Старих механичких радионица. Иницира оснивање шаховског клуба „Нафта“, касније ИНА и литерарне секције, касније књижевног клуба „Иван Горан Ковачић“ и покреће њену издавачку дјелатност у којој врши дужност водитеља и уредника.
Маричић се ангажира и на другим подручјима друштвене дјелатности. Постаје члан Радничког савјета Рафинерије и Предсјеник Конференције Савеза комуниста ООУР Одржавање. Нарочито је запажено његово држање када су у Хрватској 1971. године избили немири. Тада је његов ауторитет због коректности видно порастао. Отворила му се могућност политичког напредовања. Постао је потпредсједник СИЗ-а за културу града Сиска. Као утицајна личност изборио се на Радничком савјету Рафинерије да се сисачкој књижници у Самачком хотелу, у Римској улици, дају просторије. Спријечио је да се продају просторије старе књижнице, у Крањчевићевој улици, у којо је сада Дјечји одјел.
Године 1973, Маричић похађа политичку школу у Поречу. Те године је оцијенио да му политичка перспектива има неприхватљива ограничења. Поред тога што је, ванредно студирајући, апсолвирао другу годину Факултета економских наука, и жеље да до своје 45. године заврши и Факлултет политичких наука, он доноси одлуку да се постепено повуче из политике и посвети само својим хобијима, шаху и књижевности.
Године 1987, због напетости у Одјелу за инструментацију, Ђуро напушта Савез комуниста. Није то више његова организација идеалиста. Никакви притисци нису га могли сломити да то не уради.

## Шаховска активност
Ђуро је шах научио у 13. години, у Ђачком дому у Босанској Крупи гледајући преко њихових рамена како играју старији ученици. Одмах је постао најјачи играч у Дому. У Загребу је 1950. године постао члан Шах. клуба „Графичар“. Играо је за репрезентацију школе и Електротехничког факултета.
Када је дошао у Сисак у том граду није постојао ниједан шаховски клуб. Иницирао је осниванбје шаховског клуба „Нафта“, касније ИНА. Постао је његов први предсједник. Био је један од оснивача регионалног шаховског савеза за Банију, Кордун и Лику, његов први тајник. Покренуо је и уређивао шаховски БИЛТЕН тог савеза, први у Хрватској. Када је порастао број шаховских клубова у Сиску на 10, иницирао је оснивање Градског шаховског одбора.
У прво вријеме Маричић је играо за свој шаховски клуб, а касније се бавио само организацијом и суђењем. Судачки испит за Републичког суца положио је 1974. године, за Савезног 1980. Међународни, судија ФИДЕ, постао је 1984. године.
Судио је низ домаћих и међународних такмичења, од којих су најважнија: главни судија 1984. г. на Међународном шаховсом фестивалу Шаховског савеза Југославије, Купу Маршала тита, с преко 4000 учесника; пет шаховских олимпијада: Малта 1980.; Солун 1984.; Дубаи, Уједињени арапски емирати 1986.; Солун 1988. и Нови Сад 1990.; био је глави судија на Омладинској шаховској балканијади 1987. године у Предеалу у Румунији.
Организовао је и судио два прва међународна шаховска турнира у Сиску: СИСАК 1988. г. и СИСАК 1989. године.
Осам година био је члан Извршног одбора и Предсједништва Шаховског савеза Хрватске. 1982. – 1984. г. је предсједник Предсједништва Шаховског савеза Хрватске и замјеник члана Предсједништва Хрватске у Шаховском савезу Југославије. У том раздобљу био је члан или предсједник разних комисија тог савеза. Написао је прве турнирске шаховске правилнике у Хрватској.
Шаховска каријера Ђуре Маричића закључује се монументалном књигом ЗЛАТНО ДОБА ШАХА У СИСКУ, објављеном 2015. г., у којој се чува више од 600 имена сисачких грађана. Енциклопедијски формат, у колору, на 500 страница.
Као новинар, о шаху на подручју Баније, Кордуна и Лике писао је у Рафинеријском листу, београдској Политиици и разним шаховским билтенима које је покретао и уређивао.
Своју богату шаховску архиву Ђуро је поклонио Државном архиву у Сиску. Нажалост, убрзо је из његовог материјала, у тој културној установи, украден најдрагоценији, у свијету јединствен документ. Ради се о аутограмима свих велемајстора који су играли на Шаховској олимпијади 1980. године на Малти. Једино је Ђуро, који је тамо био један од шаховских судија, сакупљао те аутограме. Због тога тај документ није било могуће објавити у Ђуриној књизи Златно доба шаха у Сиску.

## Награде
- Прва награда града Загреба, као средњшколац, за есеј Идејна и естетска анализа пјесме „Почетак буне против дахија“, на конкурсу поводом прославе 150 – годишњице Првог српског устанка, 1954. године;
- Друга награда „Џепног магазина“, Загреб, на опћејугославенском конкурсу за кратку причу Вукови, у студентским данима, 1957. године;
- Републичка, данас државна награда 1975. године, за путописе по Југославији, објављена у сисачком листу „Курир“, украо је уредник;
- Златна плакета Шаховског савеза Хрватске, поводом 30-годишњице оснивања Шаховског савеза Хрватске, 1978. године;
- Признање Савеза за физичку културу Хрватске, за 30 година рада на унапријеђењу физичке културе;
- Сребрњак Хрватског црвеног крижа у знак захвалности за 50 пута даровану крв;
- Сребрна плакета за суђење на Шаховској олимпијади у Новом Саду, 1990. године;
- Плакета Савеза за физичку културу града Сиска, за плодну антивност у шаху;
- Златна плакета ИНА Рафинерије нафте Сисак за активност у Радничким спортским игарама, 1973. године;
- Сребрена плакета Црвеног крижа у Сиску за 25 добровољних давања крви;
- Похвала Градског вијећа Града Сиска за изузетна остварења у подручју дјечје књижевности, те развоју шаха на подручју града Сиска, 2010. године;

### Књиге поезије за дјецу
- Тета без ауторитета, 1977;
- Збогом Есма, 1980;
- Балада о 7 пријатеља, 1985.
- Лов у Сахари, 1998;
- 10 лудих дјечака, 1999;
- Расло у јајету пиле, избор, 2002;
- Плави друм, пјесников избор, 2004;
- Изабране пјесме и приче, 2008;
- Како расту дјеца, избор, 2010.
- Пиџама за жирафу, избор, 2017.

### Проза за дјецу и одрасле
- Приче о животињама, 2007;
- Генијални пас СИТИ, роман, 2011;
- Генијални пас СИТИ, роман, проширена верзија;
- Дјечак са сунчаних брда, роман, 2012;
- Дјечак под сретном звијездом, роман, 2012;
- Дјечакова сјајна звијезда, роман, 2012;
- Стварање нове Европе, роман, 2014;
- Рађање града, роман, 2015;
- Људи у бијелим кутама, приче, 2015;
- Монтери, роман, 2016;
- Приче из кревета, 2017;
- Директор, приче, 2017.

### Поезија за одрасле
- Жена поред ријеке, 1989;
- Шах и стих, с Д. Лаптошевићем, 2011;
- Дисање на шкрге, 2013;
- Вучја времена, 2013;
- Чулни окови, 2013;
- Може, али са стидом, 2013;
- Вјенчање без свједока, 2013;
- Просијане пјесме, 2016.

### Афоризми и анегдоте
- Капи хладног срца, 2009;
- Анегдоте о књижевнику Ђури Маричићу, псеудоним Драган Савић, 2014.

### Критика
- Дјетињство у књигама, књижевност за дјецу, 2012;
- Слово о књизи, књижевност за одрасле, 2013;
- Критика о мојим књигама, 2016;
- Свјетло књига, 2016.

### Научно истраживачки радови
- Библиографија, 1945—2005, 2014;
- Цвјетна ливада дјетињства, антологија, 2014;
- Златно доба шаха у Сиску, 2015;
- На т(п)рагу генијалности – монографија Григора Витеза

### Полемички записи
- Књижевници и злодуси, 2015.

### Путописи
- Додир љепоте, путописи по Југославији;
- Мој страни свијет, путописи по иностранству;
- Додир љепоте, написано са Симом Јелачом.

### Књиге преведене на енглески језик
- Stories About Animals, Njujork, 2012.
- How Children Grow, London, 2013.